# S'Illot d'En Renclí
La playa S'Illot d'En Renclí está situada en San Juan Bautista, en la parte norte de la isla de Ibiza, en la comunidad autónoma de las Islas Baleares, España.
Es una playa rústica rodeada de grandes piedras. Estas piedras son idóneas para la práctica de la pesca y el buceo.